# Schwarzgesichtklammeraffe

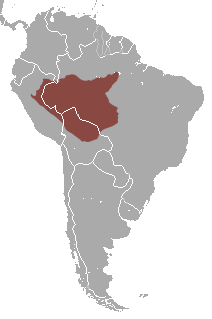
Verbreitungsgebiet des Schwarzgesichtklammeraffen in Südamerika

Der Schwarzgesichtklammeraffe (Ateles chamek) ist eine in Südamerika lebende Primatenart aus der Familie der Klammerschwanzaffen (Atelidae). 

## Merkmale
Schwarzgesichtklammeraffen sind wie alle Klammeraffen schlank gebaute Primaten. Die Gliedmaßen sind lang und dünn, die Hände hakenförmig und der Daumen als Anpassung an die hangelnde Fortbewegung zurückgebildet. Der Schwanz, der länger als der Körper ist, ist als Greifschwanz ausgebildet: er ist im hinteren Teil an der Unterseite unbehaart. Das Fell dieser Tiere ist schwarz gefärbt, namensgebendes Merkmal ist das im Gegensatz zu verwandten Arten ebenfalls schwarze, haarlose Gesicht.

## Verbreitung und Lebensraum
Diese Primaten leben im westlichen Brasilien (südlich des Rio Solimões und westlich des Rio Tapajós) sowie im östlichen Peru und im nördlichen Bolivien. Ihr Lebensraum sind Tiefland-Regenwälder.

## Lebensweise
Schwarzgesichtklammeraffen sind tagaktive Baumbewohner. Sie bewegen sich im Geäst schnell und geschickt fort und setzen dabei den Greifschwanz wie eine fünfte Gliedmaße ein. Bei der Nahrungsaufnahme können sie auch länger am Schwanz oder an einer Gliedmaße hängen. Sie leben in Gruppen von bis zu 30 Tieren, die sich während der Nahrungssuche oft in Untergruppen aufteilen. Die Nahrung dieser Tiere besteht vorwiegend aus Früchten, in geringerem Ausmaß auch Blätter und andere Pflanzenteile.

## Systematik
Der Schwarzgesichtklammeraffe wurde lange Zeit unter dem wissenschaftlichen Namen Ateles paniscus chamek als Unterart des Rotgesichtklammeraffen angesehen, später als Unterart des Weißstirnklammeraffen (Ateles belzebuth). Colin Groves vertrat schon seit 1989 die These, dass der Schwarzgesichtklammeraffe als eigenständige Art anzusehen sei. Diese Ansicht hat sich seither weitgehend durchgesetzt.

## Gefährdung
Hauptbedrohung des Schwarzgesichtklammeraffen ist die Bejagung wegen ihres Fleisches. Hinzu kommt die Zerstörung ihres Lebensraums durch Waldrodungen und Bergbau. Gebietsweise ist er noch häufig, da aber die Gesamtpopulation deutlich zurückgegangen ist, wird er von der IUCN als „stark gefährdet“ (endangered) eingestuft. 2003 war er noch als „nicht gefährdet“ (least concern) gelistet worden.